# Svenska psykoanalytiska föreningen
Svenska psykoanalytiska föreningen är en svensk förening för yrkesmässiga utövare av psykoanalys och en utbildningsanstalt för psykologisk vidareurbildning. Föreningen grundades 1934 och har (2013) 241 psykoanalytiker och 30 kandidater.
I maj 2010 gick den ursprungliga Svenska psykoanalytiska föreningen samman med Svenska psykoanalytiska sällskapet  och bildade den nya Svenska psykoanalytiska föreningen.  Den är ansluten till den 1910 grundade International Psychoanalytical Association och till European Psychoanalytical Federation. Föreningen har ett utbildningsinstitut för utbildning under 4 1/2 år till psykoanalytiker för elever med läkarexamen, psykologexamen eller legitimation som psykoterapeut.
Bland ordförandena i föreningen märks Gunnar Nycander (1947–1953) och Gösta Harding (1954–1957 samt 1961–1962) .